# Валентино, Рудольф
Родольфо Альфонсо Раффаэло Пьерри Филиберт Гульельми ди Валентино д’Антоньолла (итал. Rodolfo Alfonso Raffaello Pietro Filiberto Guglielmi di Valentino d`Antoniolla; 6 мая 1895 — 23 августа 1926), профессионально известный как Рудольф Валентино (англ. Rudolph Valentino) — американский киноактёр итальянского происхождения, секс-символ эпохи немого кино. Его внезапная смерть на пике карьеры породила беспрецедентную истерию среди поклонниц.  В разговорной речи актёра называли «Руди Ва́ли».

## Жизнь и карьера
Родольфо Альфонсо Раффаэлло Пьетро Филиберто Гульельми ди Валентино д’Антоньолла (итал. Rodolfo Alfonso Raffaello Pietro Filiberto Guglielmi di Valentino d`Antoniolla) родился 6 мая 1895 в итальянском городе Кастелланете в семье бывшего циркача, после женитьбы оставившего бродячую жизнь и ставшего ветеринаром.
После безуспешной попытки поступить в военно-морскую академию Ливорно, куда он не был принят из-за слишком субтильного сложения и слегка косящего правого глаза, Валентино окончил сельскохозяйственную академию в Генуе. Затем он отправился в Париж, где учился танцам. Вернувшись в Италию, Валентино долго не желал искать работу и жил на оставшееся после смерти отца наследство и на средства, которые зарабатывали его мать и старший брат.
В конце 1913 года он отправился искать счастья в Нью-Йорк, где быстро промотал имевшиеся у него деньги и начал работать — сначала официантом и садовником, а затем профессиональным партнёром по танцам — жиголо; его специальностью было аргентинское танго. В качестве исполнителя танго он был принят в гастрольную театральную труппу, которая, однако, вскоре распалась. Тогда Валентино решил попробовать себя в кинематографе. Начиная с 1917 года он играет эпизодические роли (обычно бандитов и негодяев) в боевиках, что не даёт ему ни малейшей надежды на успех.
В 1919 году актёр привлёк к себе внимание скандальной женитьбой на кинозвезде Джин Эккер. Это был самый короткий «звёздный» брак в истории — он просуществовал только 6 часов. Вечером в день свадьбы Джин заперлась в номере гостиницы и отказалась впускать мужа; фактически, на этом их семейная жизнь закончилась. Оформив в 1922 году развод, они впоследствии поддерживали вполне дружеские отношения.
«Звёздный» брак Валентино и его умение танцевать привлекли к нему внимание, и он получил главную роль в фильме Рекса Ингрэма «Четыре всадника Апокалипсиса» 1921 года. Фильм стал главным коммерческим хитом года, спас студию Metro от неминуемого разорения и сделал Валентино суперзвездой. Вышедший вскоре «Шейх» Джорджа Мелфорда (1921) ещё более усилил зрительский ажиотаж вокруг Валентино.
Он легко зарабатывает репутацию главного сердцееда Голливуда, заводит роман с актрисой Аллой Назимовой, но затем сбегает в Мексику с её подругой Наташей Рамбовой, с которой оформляет брак в мае 1922 года. Вскоре выясняется, что к тому моменту расторжение его предыдущего брака не было официально завершено, из-за чего Валентино попадает под суд как двоеженец.
Несмотря на то, что его брак с Рамбовой был через год признан законным, Валентино не считает это поводом остепениться. Он очень быстро охладевает к ней и даже вносит в контракт со студией требование, чтобы Рамбову не допускали на площадку во время его съёмок. Вскоре они расстаются, хотя брак их так и не был расторгнут.
В 1923 году Валентино записал на грампластинку две песни в своём исполнении. В том же году была издана тонкая книжка его сентиментальных стихов «Дневные грёзы» («Day Dreams»), которая разошлась тиражом в сотни тысяч экземпляров. Стены и окна своего голливудского особняка актёр велел прикрыть чёрными драпировками, так как страдал гелиофобией.
Валентино снимается во всё новых фильмах, которые пользуются истерическим успехом у публики, и одновременно становятся известны всё новые его любовные связи — с Полой Негри, Вильмой Банки и другими актрисами. В этот период выходят поставленные с его участием фильмы «Кровь и песок» (1922), «Молодой раджа» (1922), «Месье Бокэр» (Monsieur Beaucaire, 1924), «Орёл» (1925), «Сын шейха» (1926).
Созданные Валентино экранные образы нельзя назвать глубокими, но они были пластичны, выразительны и провокационно-чувственны. В первых успешных фильмах главным его «орудием» был танец; в более поздних актёра вёл за собой созданный ранее имидж, который был в высшей степени востребован публикой.

## Смерть и похороны

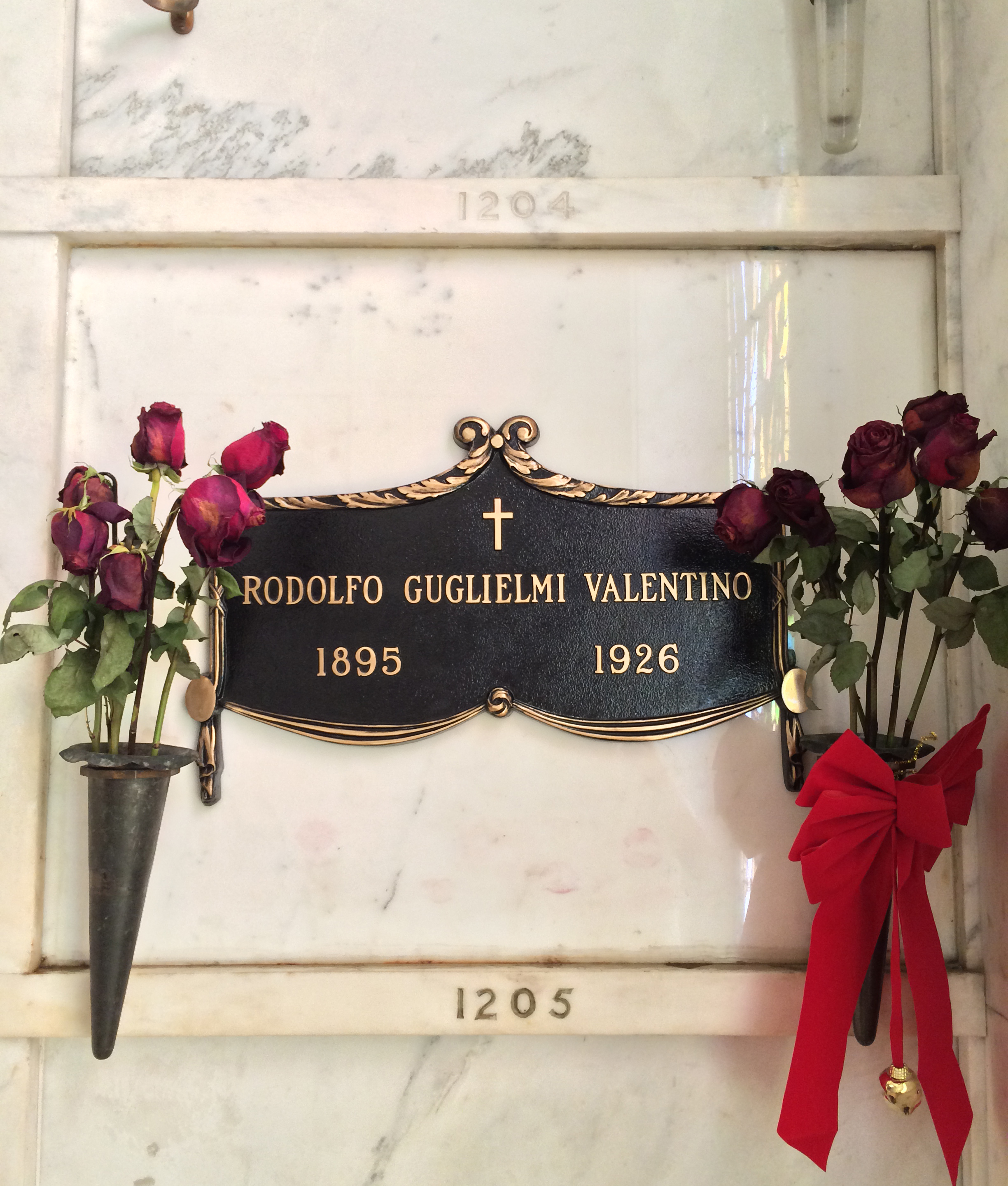
Могила Валентино

15 августа 1926 года 31-летний Руди Валентино в тяжёлом состоянии был доставлен в нью-йоркскую больницу — у него открылась прободная язва желудка. Был ошибочно диагностирован острый аппендицит, по поводу которого была выполнена аппендэктомия, однако начавшийся перитонит вызвал заражение крови, и 23 августа актёр умер; диагноз прободной язвы был установлен только на аутопсии. В хирургии по сей день существует собирательное понятие — «аппендикс Валентино» — вторично изменённый червеобразный отросток за счёт другой патологии брюшной полости.
Смерть Валентино вызвала несколько самоубийств среди его наиболее фанатичных поклонниц. Гроб, в котором его похоронили, был сделан из серебра и красного дерева. Если верить легенде, Бенито Муссолини прислал для него почётный караул. Во время похорон с пролетавших самолётов на толпы плачущих сыпались лепестки роз. После смерти Валентино появилась в продаже и пользовалась немыслимым спросом открытка-фотомонтаж, на которой актёр был изображён возносящимся на небеса.
Перед похоронами Валентино его родственники объявили, что тело актёра будет выставлено в открытом гробу, чтобы с ним могли проститься все его почитатели. Существует легенда, будто из-за опасений, что толпа спятивших от горя фанатов может разнести на части гроб и даже повредить покойника, на траурной церемонии вместо тела в открытом гробу была выставлена специально изготовленная восковая фигура Валентино.
К моменту своей кончины Валентино погряз в долгах, из-за чего его родственники не смогли купить для его могилы пристойное место на кладбище. Узнав об этом, Джун Мэтис, сценаристка фильмов «Четыре всадника Апокалипсиса» и «Кровь и песок», разрешила временно похоронить его в семейном склепе Мэтисов в Голливуде. Однако вскоре и она, и её мать также скончались, требовать переноса праха Валентино на другое место стало некому, и временная могила актёра стала постоянной.
Прах актёра захоронен на кладбище Hollywood Forever. В течение многих лет в годовщину смерти Валентино к его могиле приходили тысячи женщин. Это стало настолько привычным, что, когда в 1956 году, через 30 лет после смерти актёра, на его могилу не пришла ни одна поклонница, эту новость сочли достойной распространения по каналам крупнейших телеграфных агентств.

## Память о Валентино

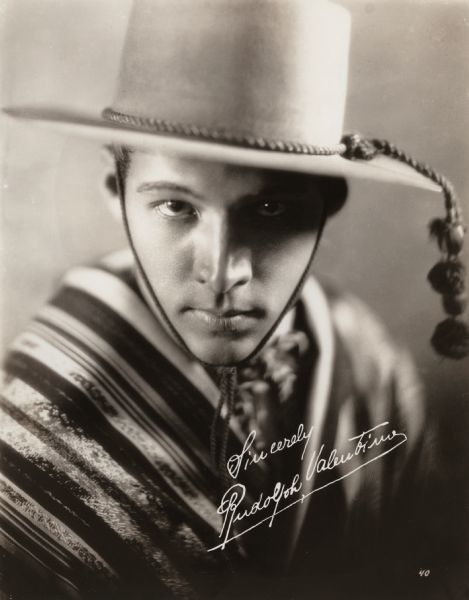
Валентино в 1921 году

- В 1961 году в  Кастелланете, где родился Валентино, ему был установлен памятник. В мондо-фильме 1962 года «Собачий мир» есть кадры с церемонии открытия памятника Валентино.
- В 1978 году часть бульвара Ирвинг в Голливуде была переименована в улицу Рудольфа Валентино.
- В танго имеется специальная фигура, которая названа «Валентино» в честь артиста — мастера танго.

## Фильмы о Валентино
В 1951 году вышел байопик Льюиса Аллена «Валентино». Главную роль исполнил Энтони Декстер, действительно, внешне очень похожий на Рудольфа. Фильм не имел успеха ни у рядовых зрителей, ни у кинокритиков. Родственники Валентино подали в суд на создателей ленты, утверждая, что те опорочили его светлый образ.
В 1977 году культовый режиссёр Кен Расселл снял псевдобиографический фильм «Валентино», где главную роль исполнил Рудольф Нуреев. Фильм получил высокие оценки критики и номинировался на три премии BAFTA, однако наград так и не получил.
В 1980 году в Великобритании вышел документальный телесериал «Голливуд» об эпохе немого кино, одна из серий которого посвящена Рудольфу Валентино.
Также существует порнофильм «Руди» (1997) режиссёра Джо д’Амато, в главной роли знаменитый порноактёр Хакан.
Рудольф Валентино — один из героев сериала «Американская история ужасов: Отель», роль исполняет Финн Уитрок.
В 2022 году в мировой прокат выходит немой художественный фильм «Немая жизнь», где роль Валентино сыграл актёр русского происхождения Владислав Козлов, также в фильме играют Изабелла Росселлини и Галина Йовович.

### на английском языке
- Valentino, Rudolph (1923). Day Dreams. New York: MacFadden Publications, Inc., 143 pages.
- Valentino, Rudolph (1923). How You Can Keep Fit. New York: MacFadden Publications, Inc., 76 pages, ill.
- Valentino, Rudolph; Romano, Michael L. (Introduction) (1929). My Private Diary. Chicago: Occult Publishing Company, 313 pages & Henry van Dyke poem.
- Valentino, Rudolph (1931). Intimate Journal of Rudolph Valentino. New York: William Faro, Inc., 256 pages, il.

### на нидерландском языке
- Valentino, Rudolpg van;  Burden, J. G. Jaar van (Coauteur), Het liefde-leven van Rudolph Valentino, Amsterdam: Koloniale Boek Centrale, 1927, 240 pagina's, ill.

### на английском языке
- Ben-Allah (1926). Rudolph Valentino: His Romantic Life and Death. California: Ben-Allah & Company, 140 pages, ill.
- Ellenberger, Allan R.; Ballerini, Edoardo (2005). The Valentino Mystique: The Death And Afterlife Of The Silent Film Idol. McFarland, 300 pages, ill. ISBN 978-0-7864-1950-0
- Leider, Emily W. (2023). Dark Lover: The Life and Death of Rudolph Valentino. Farrar, Straus & Giroux, 592 pages, ill. ISBN 978-0-3742-8239-4
- Morris, Michael (1991). Madam Valentino: The Many Lives of Natacha Rambova. Abbeville Press, 272 pages, ill. ISBN 978-1-5585-9136-3
- Rambova, Natacha (1926). Rudy: An Intimate Portrait of Rudolph Valentino by his wife Natacha Rambova. London: Hutchinson & Company (Publishers) Ltd., 224 pages, ill.
- Ullman, S. George;  McIntyre, O. O. (Introduction) (1926). Valentino as I Knew Him. New York: Macy-Masius Publishers, 218 pages.